# HD 124915
HD 124915，又名BD-05 3845，SAO 139828、HR 5341，是一颗恒星，视星等为6.44，位于銀經337.36，銀緯50.49，其B1900.0坐标为赤經14h 11m 6s，赤緯-6° 50.49′ 24″。